# كاندالاكشا
كاندالاكشا (بالروسية: Кандалакша) هي إحدى مدن روسيا في الكيان الفدرالي الروسي مورمانسك أوبلاست.

## المناخ
يظهر الجدول التالي التغييرات المناخية على مدار السنة لكاندالاكشا:
| البيانات المناخية لـكاندالاكشا    | البيانات المناخية لـكاندالاكشا | البيانات المناخية لـكاندالاكشا | البيانات المناخية لـكاندالاكشا | البيانات المناخية لـكاندالاكشا | البيانات المناخية لـكاندالاكشا | البيانات المناخية لـكاندالاكشا | البيانات المناخية لـكاندالاكشا | البيانات المناخية لـكاندالاكشا | البيانات المناخية لـكاندالاكشا | البيانات المناخية لـكاندالاكشا | البيانات المناخية لـكاندالاكشا | البيانات المناخية لـكاندالاكشا | البيانات المناخية لـكاندالاكشا |
| الشهر                             | يناير                          | فبراير                         | مارس                           | أبريل                          | مايو                           | يونيو                          | يوليو                          | أغسطس                          | سبتمبر                         | أكتوبر                         | نوفمبر                         | ديسمبر                         | المعدل السنوي                  |
| --------------------------------- | ------------------------------ | ------------------------------ | ------------------------------ | ------------------------------ | ------------------------------ | ------------------------------ | ------------------------------ | ------------------------------ | ------------------------------ | ------------------------------ | ------------------------------ | ------------------------------ | ------------------------------ |
| الدرجة القصوى °م (°ف)             | 7.5 (45.5)                     | 8.0 (46.4)                     | 12.2 (54.0)                    | 18.9 (66.0)                    | 27.2 (81.0)                    | 31.4 (88.5)                    | 31.6 (88.9)                    | 32.0 (89.6)                    | 22.1 (71.8)                    | 14.7 (58.5)                    | 11.4 (52.5)                    | 8.0 (46.4)                     | 32.0 (89.6)                    |
| متوسط درجة الحرارة الكبرى °م (°ف) | −8.4 (16.9)                    | −7.6 (18.3)                    | −2.2 (28.0)                    | 3.3 (37.9)                     | 9.2 (48.6)                     | 15.9 (60.6)                    | 19.0 (66.2)                    | 16.2 (61.2)                    | 10.6 (51.1)                    | 4.0 (39.2)                     | −2.7 (27.1)                    | −6.3 (20.7)                    | 4.3 (39.7)                     |
| المتوسط اليومي °م (°ف)            | −12.3 (9.9)                    | −11.7 (10.9)                   | −6.5 (20.3)                    | −1 (30)                        | 4.9 (40.8)                     | 11.2 (52.2)                    | 14.6 (58.3)                    | 12.1 (53.8)                    | 7.0 (44.6)                     | 1.4 (34.5)                     | −5.4 (22.3)                    | −9.8 (14.4)                    | 0.4 (32.7)                     |
| متوسط درجة الحرارة الصغرى °م (°ف) | −16.9 (1.6)                    | −16.4 (2.5)                    | −11.2 (11.8)                   | −5.6 (21.9)                    | 0.8 (33.4)                     | 6.8 (44.2)                     | 10.3 (50.5)                    | 8.1 (46.6)                     | 3.5 (38.3)                     | −1.4 (29.5)                    | −8.7 (16.3)                    | −13.8 (7.2)                    | −3.7 (25.3)                    |
| أدنى درجة حرارة °م (°ف)           | −43.5 (−46.3)                  | −41.6 (−42.9)                  | −34.6 (−30.3)                  | −27.9 (−18.2)                  | −15 (5)                        | −4.5 (23.9)                    | 1.8 (35.2)                     | −3.6 (25.5)                    | −9.7 (14.5)                    | −21.8 (−7.2)                   | −30.4 (−22.7)                  | −39.5 (−39.1)                  | −43.5 (−46.3)                  |
| الهطول مم (إنش)                   | 39 (1.5)                       | 31 (1.2)                       | 30 (1.2)                       | 26 (1.0)                       | 47 (1.9)                       | 52 (2.0)                       | 76 (3.0)                       | 59 (2.3)                       | 52 (2.0)                       | 52 (2.0)                       | 45 (1.8)                       | 37 (1.5)                       | 546 (21.4)                     |
| متوسط الأيام الممطرة              | 1                              | 2                              | 3                              | 9                              | 18                             | 18                             | 18                             | 18                             | 19                             | 15                             | 6                              | 3                              | 130                            |
| متوسط الأيام المثلجة              | 24                             | 23                             | 22                             | 15                             | 9                              | 1                              | 0                              | 0                              | 1                              | 11                             | 21                             | 24                             | 151                            |
| متوسط الرطوبة النسبية (%)         | 86                             | 84                             | 81                             | 75                             | 72                             | 69                             | 74                             | 79                             | 84                             | 86                             | 89                             | 87                             | 81                             |
| المصدر: Roshydromet               |                                |                                |                                |                                |                                |                                |                                |                                |                                |                                |                                |                                |                                |

## توأمة
لكاندالاكشا اتفاقيات توأمة مع كل من:
- بيتيو
- بلدية كيميارفي